# Platyderides planipennis
Platyderides planipennis är en skalbaggsart som beskrevs av Rudolph Petrovitz 1961. Platyderides planipennis ingår i släktet Platyderides och familjen Aphodiidae. Inga underarter finns listade i Catalogue of Life.